# Jacques Garnier
Jacques Garnier, vanligen kallad Garnier de Saintes, född den 30 mars 1755 i Saintes, död 1818, var en fransk politiker.
Garnier var vid revolutionens utbrott advokat i sin födelsestad och blev 1792 invald i Nationalkonventet. Där tillhörde han "berget", röstade för kungens dödsstraff och girondisternas utstötande samt hade flera viktiga uppdrag som konventskommissarie vid armén. I "de femhundras råd" var han en av republikens mest energiska anhängare och blev 1798 anställd som domare, men avsattes 1814. Under "de hundra dagarna" var Garnier deputerad; han blev landsförvisad 1815 till Bryssel, varifrån han häftigt angrep bourbonska restaurationen i pressen, och sedan till Förenta staterna, där han drunknade i floden Ohio.